# Wadsim Saschuryn
Wadim Leonidowitsch Saschurin (russisch Вадим Леонидович Сашурин, belarussisch Вадзім Сашурын/Wadsim Saschuryn; * 19. Februar 1970 in Petrosawodsk, Karelische ASSR, Russische SFSR, Sowjetunion) ist ein früherer belarussischer Biathlet.
Wadim Saschurin, Sportsoldat aus Minsk, begann 1979 mit dem Biathlonsport. Saschurin debütierte 1989 im Biathlon-Weltcup und betrieb den Sport 16 Jahre auf Weltklasseniveau. Sein erstes Einzel bestritt er in Borowez, wo er wie beim folgenden Sprint 45. wurde. Es dauerte noch bis 1993, bis er als Siebter in Pokljuka bei einem Sprint erstmals unter die besten 10 laufen konnte. Seinen ersten von zwei Weltcupsiegen feierte er 1996 bei einem Sprintrennen in Östersund. 12 Mal konnte er in Einzelrennen unter die besten drei kommen. Mehrfach schloss Saschurin den Gesamtweltcup auf guten Plätzen ab. Beste Platzierung im Gesamtweltcup war ein siebter Platz in der Saison 1999/00. 1998/99 wurde er Achter, 1992/93 und 2000/01 Elfter, 1995/96 Vierzehnter sowie 2001/02 Fünfzehnter.
Zwischen 1994 und 2002 nahm Saschurin an drei Olympischen Spielen teil. 1994 in Lillehammer wurde er 28. im Einzel, 1998 in Nagano waren seine besten Platzierungen ein 13. Platz im Einzel und der vierte Platz mit der Staffel. Besonders gute Ergebnisse hatte Saschurin 2002 in Salt Lake City, obwohl er keine Medaille gewann. Mit der Staffel wurde er Achter, im Einzel Neunter, in der Verfolgung Zehnter und im Sprint Zwölfter.
Zwischen 1993 und 2001 nahm Saschurin an allen Weltmeisterschaften teil. Dabei gewann er dreimal Gold, zweimal Silber und viermal Bronze. 1995 gewann er in Antholz seine erste Bronzemedaille mit der Staffel. Ein Jahr später in Ruhpolding kamen weitere Bronzemedaillen im Einzel und mit der Staffel, sowie das erste Gold im Mannschaftswettbewerb (mit Oleg Ryschenkow, Alexander Popow und Petr Iwaschko) hinzu. Der Mannschaftstitel wurde vom selben Team 1997 in Osrblie verteidigt. 1999 gewann er in Kontiolahti mit der Staffel zu der auch Oleksij Ajdarow, Ryschenkow und Iwaschko gehörten seine dritte Goldmedaille. Am Holmenkollen in Oslo kam im selben Jahr Bronze im Einzel hinzu. 2001 in Pokljuka gewann er nochmals Silber im Einzel und mit der Staffel. 1998 startete Saschurin auch bei den Weltmeisterschaften im Sommerbiathlon in Osrblie und wurde jeweils Elfter in Sprint und Verfolgung.

## Biathlon-Weltcup-Platzierungen
Die Tabelle zeigt alle Platzierungen (je nach Austragungsjahr einschließlich Olympische Spiele und Weltmeisterschaften).
- 1.–3. Platz: Anzahl der Podiumsplatzierungen
- Top 10: Anzahl der Platzierungen unter den ersten zehn (einschließlich Podium)
- Punkteränge: Anzahl der Platzierungen innerhalb der Punkteränge (einschließlich Podium und Top 10)
- Starts: Anzahl gelaufener Rennen in der jeweiligen Disziplin

| Platzierung                               | Einzel | Sprint | Verfolgung | Massenstart | Team | Staffel | Gesamt |
| ----------------------------------------- | ------ | ------ | ---------- | ----------- | ---- | ------- | ------ |
| 1. Platz                                  |        | 2      |            |             | 1    | 1       | 4      |
| 2. Platz                                  | 4      | 1      | 1          | 1           |      | 4       | 11     |
| 3. Platz                                  | 2      | 1      |            |             |      | 6       | 9      |
| Top 10                                    | 14     | 18     | 16         | 4           | 2    | 29      | 83     |
| Punkteränge                               | 30     | 44     | 32         | 12          | 2    | 31      | 151    |
| Starts                                    | 53     | 76     | 36         | 12          | 2    | 31      | 210    |
| Stand: Daten möglicherweise unvollständig |        |        |            |             |      |         |        |

## Weblink
- Wadsim Saschuryn in der Datenbank der IBU (englisch)

| Personendaten    | Personendaten |
| ---------------- | --- |
| NAME             | Saschuryn, Wadsim |
| ALTERNATIVNAMEN  | Sashurin, Vadim; Saschurin, Wadim; Saschurin, Vadim; Sasjurin, Vadim; Saschurin, Wadim Leonidowitsch; Sashurin, Vadim; Сашурин, Вадим Леонидович (russisch); Сашурын, Вадзім (belarussisch) |
| KURZBESCHREIBUNG | belarussischer Biathlet |
| GEBURTSDATUM     | 19. Februar 1970 |
| GEBURTSORT       | Petrosawodsk, Karelien |